# Асихара, Хидэюки
Хидэюки Асихара (яп. 芦原英幸) (5 декабря 1944 — 24 апреля 1995) — мастер каратэ, ученик Масутацу Оямы, основатель Асихара-каратэ.
Асихара родился 5 декабря 1944 года в префектуре Хиросима. Рос под присмотром бабушки и дедушки в маленькой деревне Номитё. С детства он был «беспокойная душа» и часто дрался. В возрасте десяти лет начал заниматься Кэндо. В 1960 году, когда Асихаре было 15 лет, он направился в Токио и устроился работать на бензозаправочную станцию, где проработал около шести лет.
В сентябре 1961 года молодой человек начал активно заниматься карате и увлекаться штангой. Он тренировался в додзё Оямы, позже ставшем головным отделением Кёкусинкай. Асихара очень упорно занимался, не пропуская ни одной тренировки. Его упорство и настойчивость были замечены и 26 марта 1964 года он успешно сдал экзамен на Сёдан (первый дан).
В 1966 году Асихара стал инструктором (Сэмпаем) Кёкусинкай и должен был направиться в Бразилию для развития Кёкусинкай в этой стране, но этому не суждено было сбыться.
Асихара участвовал в драке и сильно покалечил пятерых человек, напавших на него. Об этом инциденте полиция сообщила в головное отделение Кёкусинкай и в течение двух месяцев он был отстранён от занятий и инструкторской деятельности.
Позже его послали развивать Кёкусинкай в Номуру на остров Сикоку в южной Японии. После трёх месяцев он был отозван в Токио и получил новый шанс поехать в Бразилию, но, так как его работа в Номуре была признана успешной, ему разрешили продолжить развитие стиля в южной Японии и он вернулся обратно. Вскоре город Номура стал для Асихары слишком маленьким и он перебрался в соседний город Яватахама. Здесь он основал один из самых больших клубов в Японии. В этот период Асихара разработал принцип сабаки — быстрое решение. В этой концепции карате были сформированы три основных пункта:
1. подготовка и использование четырёх боевых позиций, представленных круговым символом Асихара-карате.
2. оценка и использование дистанции в бою.
3. максимальная подвижность и скорость выполнения боевых упражнений.

Далее Асихара продолжал распространение карате в южной Японии. Он стал инструктировать полицейские академии и клубы по всей области. Были открыты новые клубы в Хиросиме, Осаке, Киото, Кобэ, Наре, Сидзе и в других местах. В марте 1978 года началось строительство главного додзё в городе Мацуяма. В 1979 году строительство было закончено и начиная с 1980 года это здание является головным отделением и додзё для НИКО-Асихара кайкан.
В это время Асихара ещё был связан с организацией Кёкусинкай, но инструкторы в соседних районах жаловались на него в головное отделение Кёкусинкай, так как организация Асихары слишком быстро развивалась и расширялась, мешая им работать.
Чтобы избежать конфликтов в пределах Кёкусинкай, в марте 1978 года кантё Асихара вызвали в Токио и предложили оставить свои клубы и занять высокую должность в головном отделении Кёкусинкай.
На это Асихара ответил отрицательно, так как в течение многих лет развивал каратэ и открывал новые клубы не для того, чтобы в один миг всё это оставить. Конфликт стал неразрешим и Асихара покинул организацию Кёкусинкай. Именно на этом фоне в сентябре 1980 года Хидэюки Асихара создал новую международную организацию карате. В этой организации Асихара смог продолжать разрабатывать его собственное каратэ, которое по имени своего создателя получило название Асихара-каратэ. Вскоре после основания NIKO, Асихара стал планировать публикацию ряда книг по своей системе. Первая часть была издана в 1983 году. Позже были созданы три учебных видеофильма, которые используются и сейчас как методические пособия.
В начале 1990-х годов здоровье кантё ухудшилось и он скончался 24 апреля 1995 года в возрасте пятидесяти лет.